# Elst (Utrecht)

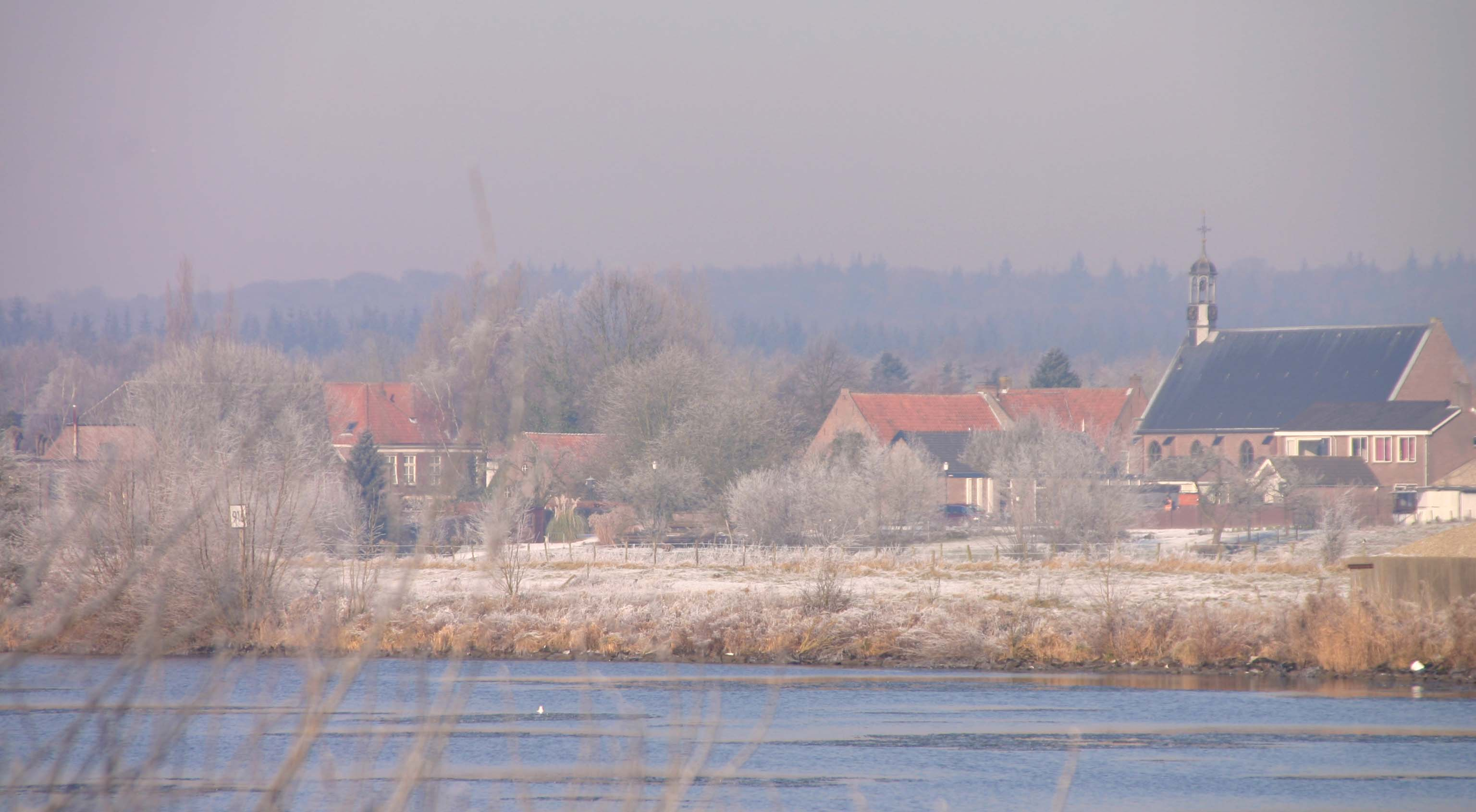
Blick auf Elst am Nederrijn (im Hintergrund der Nationalpark Utrechtse Heuvelrug)

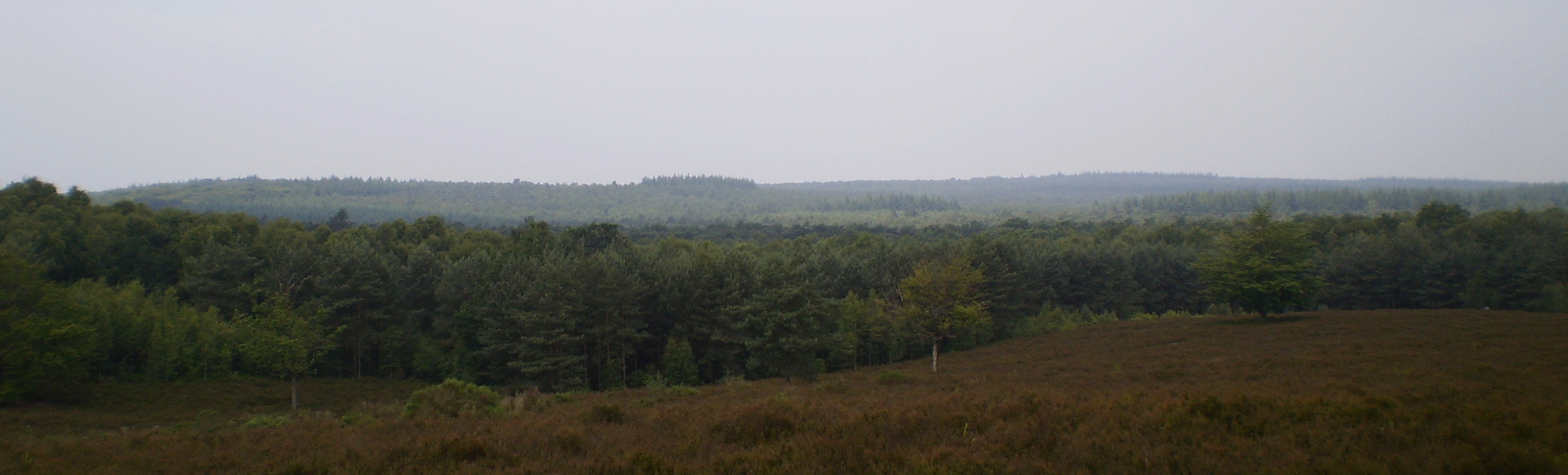
Der Elsterberg (63 m ü. NHN) liegt nördlich von Elst

Elst ist ein Dorf in der niederländischen Gemeinde Rhenen, Provinz Utrecht. 2024 zählte der Ort 4695 Einwohner.
Elst liegt am Nederrijn und grenzt an den Nationalpark Utrechtse Heuvelrug.
Es gibt eine Fähre über den Nederrijn nach dem Weg nach dem Dorf Ingen in der geldersen Gemeinde Buren.

## Geschichte
Eine Urkunde der Merowingerkönige, die auf das Jahr 694 datiert werden kann, ist verloren gegangen. Gesichert ist, dass im Jahr 726 der Hausmeier Karl Martell die „uilla Heliste“ dem Bistum Utrecht schenkt (Regesta Imperii I, 38). Im Jahr 896 beurkundet König Zwentibold in Elst eine Kirche, die dem Bischof von Utrecht gehört (Regesta Imperii I, 1965). 